# Злін (футбольний клуб)
Футбольний клуб «Злін» (чеськ. Football Club Zlín) — професіональний чеський футбольний клуб з міста Злін, у Моравії. Починаючи з сезону 2015/16 років виступає в Першій чеській футбольній лізі. Заснований у 1919 році, клубні кольори — жовтий та синій. Як і хокейна команда клубу має прізвисько «Шевці» (чеськ. Ševci), що пов'язано з історією взуттєвої промисловості в місті.
Домашні поєдинки проводить на стадіоні «Летна», який вміщує 6375 глядачів.

## Хронологія назв
- 1919 — SK Zlín (Sportovní klub Zlín)[1]
- 1922 — SK Baťa Zlín (Sportovní klub Baťa Zlín)
- 1948 — ZK Botostroj I. Zlín (Závodní klub Botostroj I. Zlín)
- 1949 — ZSJ Sokol Svit Gottwaldov (Závodní sportovní jednota Sokol Svit Gottwaldov)
- 1950 — ZSJ Svit Gottwaldov (Závodní sportovní jednota Svit Gottwaldov)
- 1951 — ZSJ Svit Podvesná Gottwaldov (Závodní sportovní jednota Svit Podvesná Gottwaldov)
- 1953 — DSO Jiskra Podvesná Gottwaldov (Dobrovolná sportovní organizace Jiskra Podvesná Gottwaldov)
- 1954 — TJ Jiskra Podvesná Gottwaldov (Tělovýchovná jednota Jiskra Podvesná Gottwaldov)
- 1958 — злиття з TJ Spartak Gottwaldov => TJ Gottwaldov (Tělovýchovná jednota Gottwaldov)
- 1989 — SK Zlín (Sportovní klub Zlín)
- 1990 — FC Svit Zlín (Football Club Svit Zlín, a.s.)
- 1996 — FC Zlín (Football Club Zlín, a.s.)
- 1997 — FK Svit Zlín (Fotbalový klub Svit Zlín, a.s.)
- 2001 — FK Zlín (Fotbalový klub Zlín, a.s.)
- 2002 — FC Tescoma Zlín (Football Club Tescoma Zlín, a.s.)
- 2012 — FC Fastav Zlín (Football Club Fastav Zlín, a.s.)
- 2022 — FC Trinity Zlín (Football Club Trinity Zlín, a.s.)
- 2023 — FC Zlín (Football Club Zlín, a.s.)

## Історія
Клуб було засновано в 1919 році під назвою СК «Злін», він почав вистпати на орендованому шкільному полі під назвою «За сипков». По завершенні оренди цього поля клуб звернувся до компанії Bata й за орендну плат 5 крон на рік орендував у них стадіон «Дештенце». Продовження співпраці з компанією Bata привело до того, що в 1924 році команда змінила свою назву на СК «Бата» (Злін). У 1926 році був побудований новий стадіон, на якому команда виступає й дотепер. У 1932 році клуб виграв чемпіонат Моравії, а два роки по тому переїхав на новий стадіон «У електарни». У 1938 році команда перемогла в чемпіонаті Моравії-Сілезії й вперше у своїй історії вийшла до вищого дивізіону національного чемпіонату. У період протекторату «Злін» разом зі «Спартою» та «Славією» був найсильнішим клубом країни. У 1947 році команда була виключена з вищого дивізіону за участь у матчах з фіксованим результатом. Наступного року команду було перейменовано в Спортивний клуб «Ботострой і Злін», але того ж року змінив свою назву на «Сокол Світ і Готтвальдов». У 1950 році був перейменований в ОСТ «Світ Готтвальдов», а наступного року повернувся до Першої ліги. Надалі змінив назву на ТЄ «Іскра Готтвальдов» й у 1953 році виступав у вищому дивізіоні чемпіонату. У 1958 році Іскра й Спартак об'єдналися в ТЄ Готтвальдов. Наступні 15 років «Готтвальдов» виступав у другому дивізіоні, перш ніж у 1969 році не повернувся на два роки в першу лігу. У 1970 році команда перемогла у кубку Чехословаччини та вийшла до Кубку володарів кубків. У наступному році команда вилетіла до другої, а ще через декілька років й у третю лігу національного чемпіонату. У 1990 році, після перейменування міста в Злін, клуб знову став самостійною юридичною особою й розпочав виступати під назвою «Світ» (Злін).
Після розділення Чехословаччини став одним з учасників новоствореної Першої ліги, а в попередньому сезоні фінішував 6-им, це було останнє місце, яке дозволяло взяти участь наступного сезону в Першій лізі. Через три сезони вилетів до другої ліги. У 1996 році був перейменований у ФК «Злін», а в сезоні 1999/00 років знову повернувся до назви ФК «Світ» (Зліт). У наступному сезоні головним спонсором та партнером клубу стала компанія LUKROM, а команда повернула собі назву ФК «Злін». У 2002 році «Злін» знову виграв другу лігу й повернувся до вищого дивізіону, в цей час головним спонсором клубу стала компанія Tescoma, через що клуб змінив назву на ФК «Тескома» (Злін). Починаючи з сезону 2008/09 років клуб знову виступав у другій лізі. У сезоні 2012/13 років головним спонсором клубу стала фірма «Фастав», через що команда змінила назву на ФК «Фастав» (Злін).
У сезоні 2014/15 років команда посіла підсумкове 3-тє місце в другій лізі, після відмови від участі в першій лізі ФК «Варнсдорфа» команда зі Зліну замінила цей клуб у першій лізі. До першої ж ліги клуб повернувся через 6 років. Після завершення двох турів команда мала в своєму активі дві перемоги з рахунком 1:0 (проти «Богеміанс 1905» та «Височини») й з 6-ма набарними очками лідирував у Синот-лізі. Це був найкращий в історії результат серед новачків вищого дивізіону. Проте весняну частину сезону команда провела не дуже вдало, тому їй довелося боротися за збереження свого місця у вищому дивізіоні. Аналогічна ситуація повторилася й у сезоні 2016/17 років: вдала осіння частина (протягом декількох турів команда знову очолювала турнірну таблицю) та провальна весняна частина. Проте сезон для клубу виявився досить непоганим завдяки тріумфу в кубку Чехії, де в фіналі турніру 17 квітня 2017 року на стадіоні «Андрув» в Оломоуці «Фастав» виграв з рахунком 1:0 у друголігового «Опави», й завдяки збігу ряду обставин (місце Чехії в таблиці коефіцієнтів УЄФА, результатам інших чеських команд у матчах національного чемпіонату та єврокубках) команда з міста Злін безпосередньо вийшла до групового етапу Ліга Європи 2017/18. 

## Досягнення
- Чемпіонат Чехословаччини
  -  Бронзовий призер (2): 1942/43, 1943/44

- Кубок Чехословаччини
  -  Володар (1): 1970

- Кубок Чехії
  -  Володар (2): 1969/70, 2016/17[6]

## Склад команди
Станом на 26 січня 2017.
| №  | Поз. | Нац.        | Гравець             |
| -- | ---- | ----------- | ------------------- |
| 4  | ЗХ   | Чехія       | Давид Губачек       |
| 6  | ПЗ   | Чехія       | Давид Штіпек        |
| 7  | НП   | Сенегал     | Даме Діоп           |
| 9  | ПЗ   | Чехія       | Лукаш Голик         |
| 10 | НП   | Франція     | Жан-Давід Божель    |
| 11 | ПЗ   | Сербія      | Вукадин Вукадинович |
| 12 | ПЗ   | Кот-д'Івуар | Ібрагім Траоре      |
| 13 | ПЗ   | Чехія       | Томаш Яничек        |
| 15 | НП   | Чехія       | Антонін Фантиш      |
| 16 | ЗХ   | Словаччина  | Роберт Матейов      |

| №  | Поз. | Нац.     | Гравець           |
| -- | ---- | -------- | ----------------- |
| 17 | ВР   | Чехія    | Станіслав Достал  |
| 18 | ПЗ   | Сербія   | Зоран Гаїч        |
| 20 | ЗХ   | Чехія    | Лукаш Паздера     |
| 21 | ПЗ   | Чехія    | Йозеф Гнанічек    |
| 22 | ПЗ   | Хорватія | Дієго Живулич     |
| 23 | ПЗ   | Чехія    | Мілош Копечний    |
| 24 | ЗХ   | Чехія    | Якуб Югас         |
| 25 | ПЗ   | Чехія    | Роберт Бартоломеу |
| 27 | ЗХ   | Чехія    | Ондрей Бачо       |
| 36 | ПЗ   | Чехія    | Томаш Масар       |
| 44 | ВР   | Чехія    | Мілан Швенгер     |

## Виступи в національних чемпіонатах
Джерела: 
Легенда: З - учасників, В - перемог, Н - нічиїх, П - поразок, ЗМ - забитих м'ячів, РМ - різниця м'ячів, +/- - різниця м'ячів, О - очок, червоний колір - пониження, зелений колір - підвищення, фіолетовий колір - реорганізація, перехід до іншого турніру
| Чехословаччина (1934 – 1938)               |                                            |                              |                              |                              |                              |                              |                              |                              |                              |                              |                              |
| Сезони                                     | Ліга                                       | Рівень                       | З                            | В                            | Н                            | П                            | ЗМ                           | ПМ                           | +/-                          | О                            | Місце                        |
| 1934/35                                    | Моравсько-Сілезький дивізіон               | 2                            | 14                           | 6                            | 2                            | 6                            | 34                           | 34                           | 0                            | 14                           | 3                            |
| 1935/36                                    | Моравсько-Сілезький дивізіон               | 2                            | 22                           | 15                           | 4                            | 3                            | 77                           | 27                           | +50                          | 34                           | 1                            |
| 1936/37                                    | Моравсько-Сілезький дивізіон               | 2                            | 22                           | 16                           | 2                            | 4                            | 86                           | 26                           | +60                          | 34                           | 2                            |
| 1937/38                                    | Моравсько-Сілезький дивізіон               | 2                            | 26                           | 25                           | 1                            | 0                            | 130                          | 18                           | +112                         | 51                           | 1.                           |
| 1938/39                                    | Статни ліга                                | 1                            | 20                           | 9                            | 3                            | 8                            | 50                           | 52                           | -2                           | 21                           | 5.                           |
| Протекторат Чехії та Моравії (1939 – 1944) |                                            |                              |                              |                              |                              |                              |                              |                              |                              |                              |                              |
| Сезон                                      | Ліга                                       | Рівень                       | З                            | В                            | Н                            | П                            | ЗМ                           | ПМ                           | +/-                          | О                            | Місце                        |
| 1939/40                                    | Народна ліга                               | 1                            | 22                           | 10                           | 3                            | 9                            | 52                           | 63                           | -9                           | 23                           | 4                            |
| 1940/41                                    | Народна ліга                               | 1                            | 22                           | 9                            | 4                            | 9                            | 49                           | 57                           | -8                           | 22                           | 7                            |
| 1941/42                                    | Народна ліга                               | 1                            | 22                           | 9                            | 4                            | 9                            | 60                           | 59                           | +1                           | 22                           | 6                            |
| 1942/43                                    | Народна ліга                               | 1                            | 22                           | 11                           | 3                            | 8                            | 72                           | 56                           | +16                          | 25                           | 3                            |
| 1943/44                                    | Народна ліга                               | 1                            | 26                           | 14                           | 4                            | 8                            | 81                           | 61                           | +20                          | 32                           | 3                            |
| 1944/45                                    | Футбольна ліга не стартувала               | Футбольна ліга не стартувала | Футбольна ліга не стартувала | Футбольна ліга не стартувала | Футбольна ліга не стартувала | Футбольна ліга не стартувала | Футбольна ліга не стартувала | Футбольна ліга не стартувала | Футбольна ліга не стартувала | Футбольна ліга не стартувала | Футбольна ліга не стартувала |
| Чехословаччина (1945 – 1993)               |                                            |                              |                              |                              |                              |                              |                              |                              |                              |                              |                              |
| Сезон                                      | Ліга                                       | Рівень                       | З                            | В                            | Н                            | П                            | ЗМ                           | ПМ                           | +/-                          | О                            | Місце                        |
| 1945/46                                    | Статна ліга - гр. A                        | 1                            | 18                           | 11                           | 1                            | 6                            | 66                           | 44                           | +22                          | 23                           | 2                            |
| 1946/47                                    | Статна ліга                                | 1                            | 26                           | 9                            | 4                            | 13                           | 63                           | 66                           | -3                           | 22                           | 10                           |
| 1947/48                                    | Моравськ-Сілезький дивізіон                | 2                            | 30                           | 21                           | 3                            | 6                            | 126                          | 50                           | +76                          | 45                           | 2                            |
| 1948                                       | Земський союз - гр. C                      | 2                            | 11                           | 6                            | 1                            | 4                            | 48                           | 21                           | +27                          | 13                           | 3                            |
| 1949                                       | Земський союз - гр. C                      | 2                            | 26                           | 18                           | 6                            | 2                            | 111                          | 30                           | +81                          | 42                           | 2                            |
| 1950                                       | Чехословацький національний чемпіонат II   | 2                            | 22                           | 13                           | 3                            | 6                            | 71                           | 37                           | +34                          | 29                           | 2                            |
| 1951                                       | Чехословацький національний чемпіонат      | 1                            | 26                           | 9                            | 5                            | 12                           | 62                           | 50                           | +12                          | 23                           | 12                           |
| 1952                                       | Регіональний союз - Готтвальдов            | 3                            | 22                           | 20                           | 1                            | 1                            | 107                          | 17                           | +90                          | 41                           | 1                            |
| 1953                                       | Чехословацький національний чемпіонат      | 1                            | 13                           | 2                            | 2                            | 9                            | 18                           | 34                           | -16                          | 11                           | 13                           |
| 1954                                       | Чехословацьке національне змагання - гр. B | 2                            | 18                           | 9                            | 4                            | 5                            | 25                           | 21                           | +4                           | 22                           | 4                            |
| 1955                                       | Чехословацьке національне змагання - гр. B | 2                            | 22                           | 7                            | 2                            | 13                           | 36                           | 56                           | -20                          | 16                           | 8                            |
| 1956                                       | 2 ліга - гр. B                             | 2                            | 22                           | 7                            | 1                            | 14                           | 37                           | 46                           | -9                           | 15                           | 10                           |
| 1957/58                                    | 2 ліга - гр. B                             | 2                            | 33                           | 15                           | 8                            | 10                           | 50                           | 45                           | +5                           | 38                           | 4                            |
| 1958/59                                    | 2 ліга - гр. B                             | 2                            | 26                           | 12                           | 8                            | 6                            | 47                           | 26                           | +21                          | 32                           | 2.                           |
| 1959/60                                    | 2 ліга - гр. B                             | 2                            | 26                           | 8                            | 4                            | 14                           | 36                           | 44                           | -8                           | 20                           | 11                           |
| 1960/61                                    | 2 ліга - гр. B                             | 2                            | 22                           | 13                           | 2                            | 7                            | 57                           | 29                           | +26                          | 28                           | 3                            |
| 1961/62                                    | 2 ліга - гр. B                             | 2                            | 22                           | 8                            | 5                            | 9                            | 46                           | 44                           | +2                           | 21                           | 7                            |
| 1962/63                                    | 2 ліга - гр. B                             | 2                            | 26                           | 7                            | 9                            | 10                           | 40                           | 49                           | -9                           | 23                           | 10                           |
| 1963/64                                    | 2 ліга - гр. B                             | 2                            | 26                           | 14                           | 6                            | 6                            | 58                           | 31                           | +27                          | 34                           | 3                            |
| 1964/65                                    | 2 ліга - гр. B                             | 2                            | 26                           | 10                           | 9                            | 7                            | 37                           | 24                           | +13                          | 29                           | 5                            |
| 1965/66                                    | 2 ліга - гр. B                             | 2                            | 26                           | 11                           | 5                            | 10                           | 39                           | 33                           | +6                           | 27                           | 5                            |
| 1966/67                                    | 2 ліга - гр. B                             | 2                            | 26                           | 10                           | 5                            | 11                           | 40                           | 45                           | -5                           | 25                           | 9                            |
| 1967/68                                    | 2 ліга - гр. B                             | 2                            | 26                           | 11                           | 3                            | 12                           | 34                           | 40                           | -6                           | 25                           | 8                            |
| 1968/69                                    | 2 ліга - гр. B                             | 2                            | 26                           | 15                           | 4                            | 7                            | 37                           | 19                           | +18                          | 34                           | 2                            |
| 1969/70                                    | 1 ліга                                     | 1                            | 30                           | 8                            | 7                            | 15                           | 28                           | 45                           | -17                          | 23                           | 14                           |
| 1970/71                                    | 1 ліга                                     | 1                            | 30                           | 5                            | 6                            | 19                           | 30                           | 56                           | -26                          | 16                           | 16                           |
| 1971/72                                    | 2 ліга                                     | 2                            | 30                           | 10                           | 10                           | 10                           | 34                           | 34                           | 0                            | 30                           | 9                            |
| 1972/73                                    | 2 ліга                                     | 2                            | 30                           | 10                           | 7                            | 13                           | 29                           | 30                           | -1                           | 27                           | 14                           |
| 1973/74]]                                  | 3 ліга - гр. B                             | 3                            | 30                           | 15                           | 8                            | 7                            | 45                           | 27                           | +18                          | 38                           | 2                            |
| 1974/75                                    | 3 ліга - гр. B                             | 3                            | 30                           | 20                           | 3                            | 7                            | 57                           | 25                           | +32                          | 43                           | 3                            |
| 1975/76                                    | 3 ліга - гр. B                             | 3                            | 30                           | 14                           | 7                            | 9                            | 34                           | 25                           | +9                           | 35                           | 3                            |
| 1976/77                                    | 3 ліга - гр. B                             | 3                            | 30                           | 17                           | 7                            | 6                            | 50                           | 28                           | +22                          | 41                           | 1                            |
| 1977/78                                    | 1 ЧНФЛ - гр. B                             | 2                            | 30                           | 10                           | 8                            | 12                           | 36                           | 39                           | -3                           | 28                           | 10                           |
| 1978/79                                    | 1 ЧНФЛ - гр. B                             | 2                            | 30                           | 10                           | 7                            | 13                           | 30                           | 36                           | -6                           | 27                           | 14                           |
| 1979/80                                    | 1 ЧНФЛ - гр. B                             | 2                            | 30                           | 12                           | 6                            | 12                           | 40                           | 41                           | -1                           | 30                           | 8                            |
| 1980/81                                    | 1 ЧНФЛ - гр. B                             | 2                            | 30                           | 6                            | 4                            | 20                           | 28                           | 61                           | -33                          | 16                           | 15                           |
| 1981/82                                    | 2 ЧНФЛ - гр. B                             | 3                            | 30                           | 19                           | 6                            | 5                            | 50                           | 26                           | +24                          | 44                           | 1                            |
| 1982/83                                    | 1 ЧНФЛ                                     | 2                            | 30                           | 9                            | 10                           | 11                           | 27                           | 35                           | -8                           | 28                           | 13                           |
| 1983/84                                    | 1 ЧНФЛ                                     | 2                            | 30                           | 11                           | 4                            | 15                           | 43                           | 47                           | -4                           | 26                           | 13                           |
| 1984/85                                    | 1 ЧНФЛ                                     | 2                            | 30                           | 14                           | 3                            | 13                           | 41                           | 41                           | 0                            | 31                           | 8                            |
| 1985/86                                    | 1 ЧНФЛ                                     | 2                            | 30                           | 14                           | 5                            | 11                           | 37                           | 33                           | +4                           | 33                           | 8                            |
| 1986/87                                    | 1 ЧНФЛ                                     | 2                            | 30                           | 11                           | 7                            | 12                           | 31                           | 41                           | -10                          | 29                           | 8                            |
| 1987/88                                    | 1 ЧНФЛ                                     | 2                            | 28                           | 12                           | 6                            | 10                           | 28                           | 23                           | +5                           | 30                           | 5                            |
| 1988/89                                    | 1 ЧНФЛ                                     | 2                            | 30                           | 9                            | 7                            | 14                           | 36                           | 40                           | -4                           | 25                           | 12                           |
| 1989/90                                    | 1 ЧНФЛ                                     | 2                            | 30                           | 11                           | 7                            | 12                           | 38                           | 43                           | -5                           | 29                           | 11                           |
| 1990/91                                    | 1 ЧНФЛ                                     | 2                            | 30                           | 15                           | 8                            | 7                            | 45                           | 38                           | +7                           | 38                           | 3                            |
| 1991/92                                    | Чесько-Моравська футбольна ліга            | 2                            | 30                           | 14                           | 7                            | 9                            | 45                           | 31                           | +14                          | 35                           | 3                            |
| 1992/93                                    | Чесько-Моравська футбольна ліга            | 2                            | 30                           | 14                           | 8                            | 8                            | 44                           | 32                           | +12                          | 36                           | 6                            |
| Чехія (1993 – )                            |                                            |                              |                              |                              |                              |                              |                              |                              |                              |                              |                              |
| Сезон                                      | Ліга                                       | Рівень                       | З                            | В                            | Н                            | П                            | ЗМ                           | ПМ                           | +/-                          | О                            | Місце                        |
| 1993/94                                    | 1 ліга                                     | 1                            | 30                           | 10                           | 7                            | 13                           | 37                           | 48                           | -11                          | 27                           | 11                           |
| 1994/95                                    | 1 ліга                                     | 1                            | 30                           | 8                            | 6                            | 14                           | 21                           | 40                           | -19                          | 30                           | 11                           |
| 1995/96                                    | 1 ліга                                     | 1                            | 30                           | 6                            | 9                            | 15                           | 17                           | 38                           | -21                          | 27                           | 15                           |
| 1996/97                                    | 2 ліга                                     | 2                            | 30                           | 12                           | 12                           | 6                            | 55                           | 33                           | +22                          | 48                           | 3                            |
| 1997/98                                    | 2 ліга                                     | 2                            | 28                           | 10                           | 13                           | 5                            | 42                           | 27                           | +15                          | 43                           | 5                            |
| 1998/99                                    | 2 ліга                                     | 2                            | 30                           | 10                           | 6                            | 14                           | 26                           | 33                           | -7                           | 36                           | 8                            |
| 1999/00                                    | 2 ліга                                     | 2                            | 30                           | 10                           | 11                           | 9                            | 44                           | 33                           | +11                          | 41                           | 8                            |
| 2000/01                                    | 2 ліга                                     | 2                            | 30                           | 13                           | 10                           | 7                            | 40                           | 24                           | +16                          | 49                           | 5                            |
| 2001/02                                    | 2 ліга                                     | 2                            | 30                           | 18                           | 10                           | 2                            | 56                           | 24                           | +32                          | 64                           | 2                            |
| 2002/03                                    | Гамбрінус ліга                             | 1                            | 30                           | 11                           | 9                            | 10                           | 34                           | 41                           | -7                           | 42                           | 7.                           |
| 2003/04                                    | Гамбрінус ліга                             | 1                            | 30                           | 12                           | 5                            | 13                           | 31                           | 39                           | -8                           | 41                           | 7                            |
| 2004/05                                    | Гамбрінус ліга                             | 1                            | 30                           | 7                            | 12                           | 11                           | 29                           | 35                           | -6                           | 33                           | 10                           |
| 2005/06                                    | Гамбрінус ліга                             | 1                            | 30                           | 8                            | 11                           | 11                           | 27                           | 33                           | -6                           | 35                           | 11.                          |
| 2006/07                                    | Гамбрінус ліга                             | 1                            | 30                           | 5                            | 12                           | 13                           | 21                           | 34                           | -13                          | 27                           | 13                           |
| 2007/08                                    | Гамбрінус ліга                             | 1                            | 30                           | 10                           | 8                            | 12                           | 28                           | 31                           | -3                           | 38                           | 8                            |
| 2008/09                                    | Гамбрінус ліга                             | 1                            | 30                           | 7                            | 8                            | 15                           | 26                           | 49                           | -23                          | 29                           | 15                           |
| 2009/10                                    | 2 ліга                                     | 2                            | 30                           | 17                           | 5                            | 8                            | 49                           | 33                           | +16                          | 56                           | 3                            |
| 2010/11                                    | 2 ліга                                     | 2                            | 30                           | 11                           | 5                            | 14                           | 46                           | 45                           | +1                           | 38                           | 11                           |
| 2011/12                                    | 2 ліга                                     | 2                            | 30                           | 9                            | 9                            | 12                           | 28                           | 36                           | -8                           | 36                           | 11.                          |
| 2012/13                                    | Футбольна народна ліга                     | 2                            | 30                           | 14                           | 6                            | 10                           | 49                           | 37                           | +12                          | 48                           | 6                            |
| 2013/14                                    | Футбольна народна ліга                     | 2                            | 30                           | 10                           | 7                            | 13                           | 33                           | 30                           | +3                           | 37                           | 10                           |
| 2014/15                                    | Футбольна народна ліга                     | 2                            | 30                           | 16                           | 7                            | 7                            | 53                           | 32                           | +21                          | 55                           | 3                            |
| 2015/16                                    | Синот ліга                                 | 1                            | 30                           | 7                            | 9                            | 14                           | 34                           | 50                           | -16                          | 30                           | 13                           |
| 2016/17                                    | ePojisteni.cz liga                         | 1                            | 30                           | 11                           | 8                            | 11                           | 34                           | 35                           | −1                           | 41                           | 6                            |
| 2017/18                                    | Перша чеська футбольна ліга                | 1                            | 30                           |                              |                              |                              |                              |                              |                              |                              |                              |

Позначика:
- 1935/36: У відбірковому турнірі переможців зон Злін зайняв 3-тє місце і не підвищився у вищій дивізіон.
- 1946/47: СК «Батя» (Злін) за гру з фіксованим результатом був переведний наступного сезону до нижчої ліги.
- 1950: По завершенні сезону 2 ліга була розформована (1951 та 1952 року — не проводилася), відновлена в 1953 році.
- 1953: В цьому році було зіграно лише одне коло.
- 1968/69: По завершенні сезону була здійснена реорганізація змагань.
- 1992/93: По завершенні сезону була здійснена реорганізація змагань у зв'язку з розпадом Чехословаччини.
- 2014/15: Злін підвищився з третього місце, оскільки ФК «Варнсдорф» (друге місце в ФНЛ) відмовився підвищуватися в класі.

## Статистика виступів у єврокубках
| Сезон   | Змагання        | Раунд        | Країна     | Клуб              | Рахунок        | Автори голів                                        |
| ------- | --------------- | ------------ | ---------- | ----------------- | -------------- | --------------------------------------------------- |
| 1970/71 | КВК             | Поперю раунд | Ірландія   | Богеміан          | 4:3 (2:1, 2:2) | Ян Урбан, Зденек Негода, Стефан Гойсик, Юрай Єнчик  |
|         |                 | 1 раунд      | Нідерланди | ПСВ               | 2:2 (2:1, 0:1) | Ян Урбан, Зденек Негода                             |
| 2004    | Кубок Інтертото | 1 раунд      | Фінляндія  | МюПа              | 4:3 (1:1, 3:2) | Луїс Фабіо Гомес, Марсель Личка, Бронислав Червенка |
|         |                 | 2 раунд      | Бельгія    | Вестерло          | 3:0 (0:0, 3:0) | Вацлав Чинчала, Йозеф Лукаштик, автогол             |
|         |                 | 3 раунд      | Іспанія    | Атлетіко (Мадрид) | 4:4 (2:4, 2:0) | Ярослав Швах, Владимир Маляр, Зденек Кроча          |
| 2005    | Кубок Інтертото | 1 раунд      | Білорусь   | Німан             | 1:0 (1:0, 0:0) | Йозеф Лукаштик                                      |
|         |                 | 2 раунд      | Бельгія    | Гент              | 0:1 (0:1, 0:0) |                                                     |

## Фотогалерея

Галерея
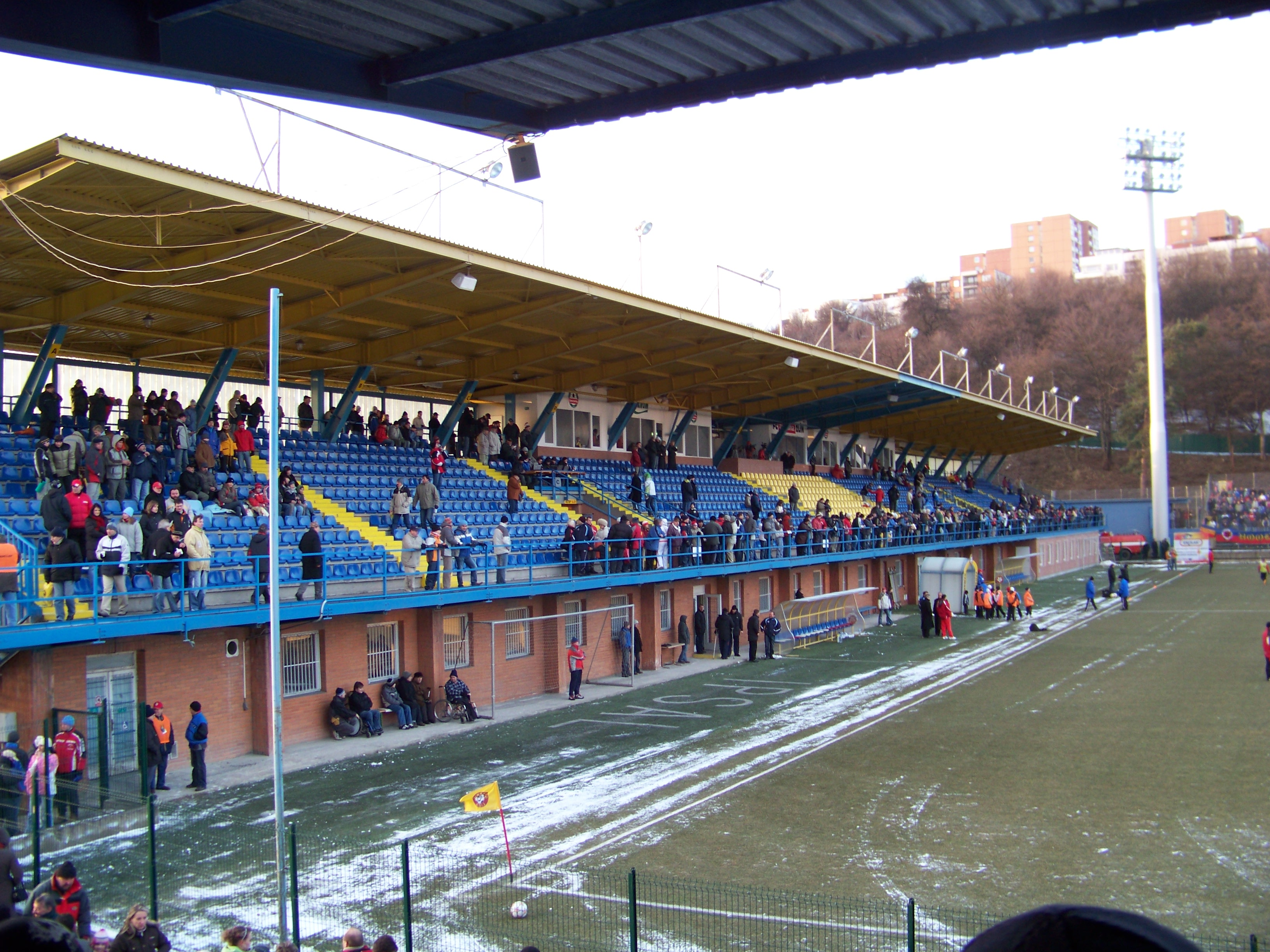
Західна трибуна стадіону «Летна»
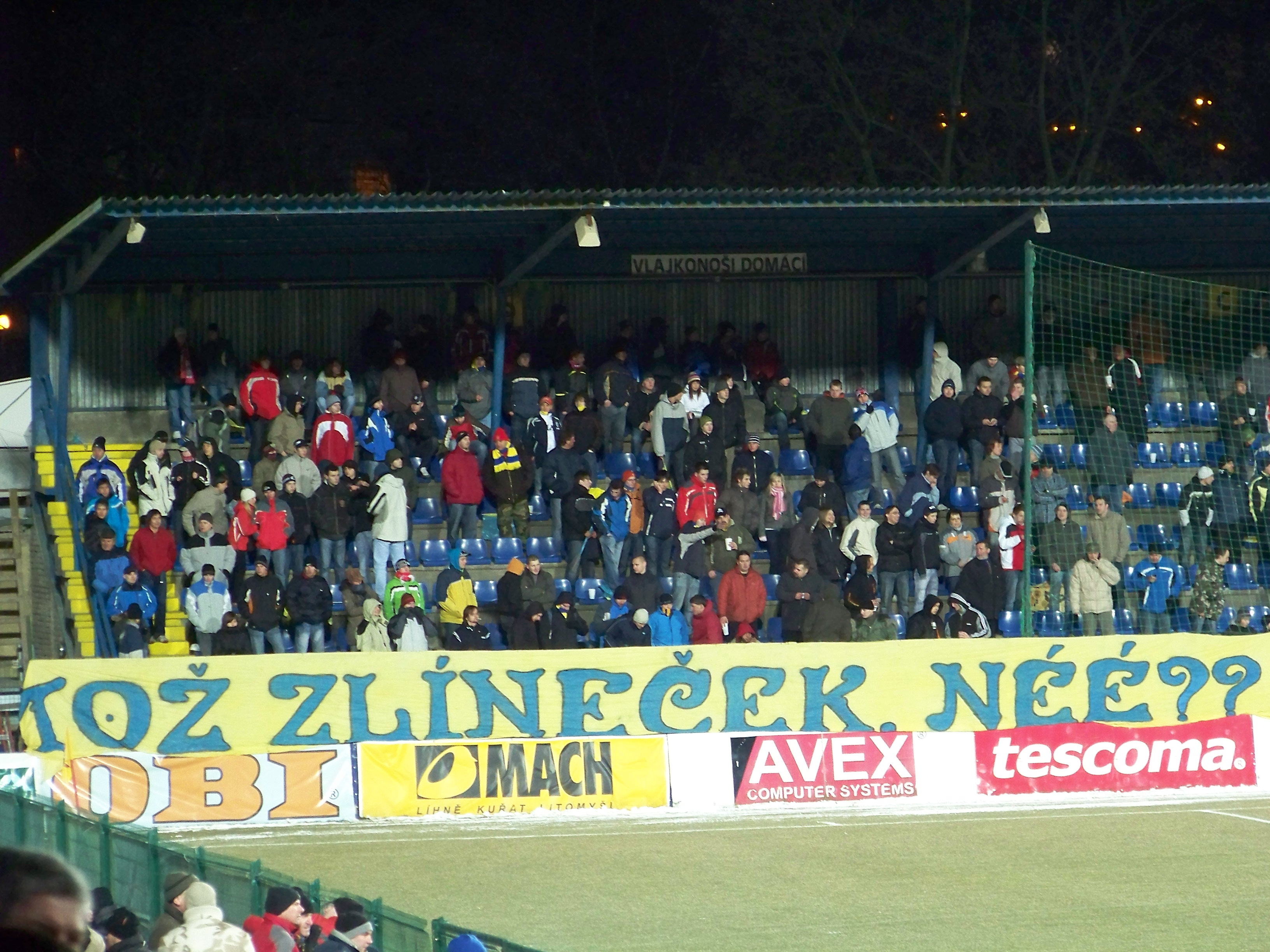
Уболівальники «Зліна» під час домашнього матчу

## ФК «Фастав-B» (Злін)
ФК «Фастав-B» є резервною командою Зліна, починаючи з сезону 2010/11 років виступає в Моравсько-Сілезькій футбольній лізі (третій дивізіон національного чемпіонату).

### Статистика виступів
Джерела: 
Легенда: З - учасників, В - перемог, Н - нічиїх, П - поразок, ЗМ - забитих м'ячів, РМ - різниця м'ячів, +/- - різниця м'ячів, О - очок, червоний колір - пониження, зелений колір - підвищення, фіолетовий колір - реорганізація, перехід до іншого турніру
| Протекторат Чехії та Моравії (1940 – 1944) |                                                   |                        |                        |                        |                        |                        |                        |                        |                        |                        |                        |
| Сезон                                      | Ліга                                              | Рівень                 | З                      | В                      | Н                      | П                      | ЗМ                     | ПМ                     | +/-                    | О                      | Місце                  |
| 1940/41                                    | Моравсько-Сілезька ліга                           | 2                      | 26                     | 10                     | 5                      | 11                     | 76                     | 73                     | +3                     | 35                     | 8                      |
| 1941/42                                    | Моравсько-Сілезька ліга                           | 2                      | 26                     | 14                     | 5                      | 7                      | 84                     | 53                     | +31                    | 33                     | 4                      |
| 1942/43                                    | Моравсько-Сілезька ліга                           | 2                      | 26                     | 10                     | 1                      | 15                     | 77                     | 73                     | +4                     | 21                     | 10                     |
| 1943/44                                    | Моравсько-Сілезька ліга                           | 2                      | 26                     | 11                     | 3                      | 12                     | 68                     | 65                     | +3                     | 25                     | 7                      |
| 1944/45                                    | Чемпіонат не відбувся.                            | Чемпіонат не відбувся. | Чемпіонат не відбувся. | Чемпіонат не відбувся. | Чемпіонат не відбувся. | Чемпіонат не відбувся. | Чемпіонат не відбувся. | Чемпіонат не відбувся. | Чемпіонат не відбувся. | Чемпіонат не відбувся. | Чемпіонат не відбувся. |
| Чехословаччина (1945 – 1993)               |                                                   |                        |                        |                        |                        |                        |                        |                        |                        |                        |                        |
| Сезон                                      | Ліга                                              | Рівень                 | З                      | В                      | Н                      | П                      | ЗМ                     | ПМ                     | +/-                    | О                      | Місце                  |
| 1945/46                                    | Моравсько-Сілезька ліга                           | 2                      | 30                     | 14                     | 4                      | 12                     | 64                     | 62                     | +2                     | 32                     | 8                      |
| 1946/47                                    | Моравсько-Сілезька ліга                           | 2                      | 26                     | 10                     | 6                      | 10                     | 58                     | 52                     | +6                     | 26                     | 4                      |
| 1947/48                                    | Моравсько-Сілезька ліга                           | 2                      | 30                     | 21                     | 3                      | 6                      | 126                    | 50                     | +76                    | 45                     | 2                      |
| 1948                                       | Земський союз - гр. C                             | 2                      | 11                     | 6                      | 1                      | 4                      | 25                     | 24                     | +1                     | 13                     | 5                      |
| 1949                                       | Земський союз - гр. C                             | 2                      | 26                     | 13                     | 4                      | 9                      | 60                     | 54                     | +6                     | 30                     | 5                      |
| 1950                                       | Земський союз - гр. C                             | 2                      | 22                     | 13                     | 2                      | 7                      | 63                     | 38                     | +25                    | 28                     | 4                      |
| 1951                                       | Регіональна ліга - Готтвальдов                    | 3                      | 17                     | 14                     | 2                      | 1                      | 60                     | 25                     | +35                    | 30                     | 5                      |
| 1952                                       | Регіональна ліга - Готтвальдов                    | 3                      | 22                     | 10                     | 4                      | 8                      | 51                     | 44                     | +7                     | 24                     | 3                      |
| ...                                        |                                                   |                        |                        |                        |                        |                        |                        |                        |                        |                        |                        |
| 1958/59                                    | Обласна ліга - гр. D                              | 3                      | 26                     | 14                     | 1                      | 11                     | 60                     | 47                     | +13                    | 29                     | 5                      |
| 1959/60                                    | Обласна ліга - гр. D                              | 3                      | 28                     | 14                     | 7                      | 7                      | 71                     | 37                     | +34                    | 35                     | 3                      |
| 1960/61                                    | Південно-Моравська регіональна ліга               | 3                      | 26                     | 12                     | 6                      | 8                      | 62                     | 47                     | +15                    | 30                     | 5                      |
| 1961/62                                    | Південно-Моравська регіональна ліга               | 3                      | 26                     | 9                      | 5                      | 12                     | 49                     | 45                     | +4                     | 23                     | 8                      |
| 1962/63                                    | Південно-Моравська регіональна ліга               | 3                      | 26                     | 10                     | 7                      | 9                      | 47                     | 54                     | -7                     | 27                     | 8                      |
| 1963/64                                    | Південно-Моравська регіональна ліга               | 3                      | 26                     | 9                      | 5                      | 12                     | 38                     | 52                     | -14                    | 23                     | 10                     |
| 1964/65                                    | Південно-Моравська регіональна ліга               | 3                      | 26                     | 12                     | 6                      | 8                      | 48                     | 34                     | +14                    | 30                     | 10                     |
| 1965/66                                    | Дивізія D                                         | 3                      | 26                     | 11                     | 4                      | 11                     | 42                     | 46                     | -4                     | 26                     | 5                      |
| 1966/67                                    | Дивізія D                                         | 3                      | 26                     | 2                      | 5                      | 19                     | 27                     | 73                     | -46                    | 9                      | 14.                    |
| 1967/68                                    | Південно-Моравська регіональна ліга               | 4                      | 26                     | 14                     | 3                      | 9                      | 57                     | 42                     | +15                    | 31                     | 5                      |
| 1968/69                                    | Південно-Моравська регіональна ліга               | 4                      | 26                     | 12                     | 5                      | 9                      | 42                     | 30                     | +12                    | 29                     | 5                      |
| 1969/70                                    | Дивізія D                                         | 4                      | 30                     | 8                      | 8                      | 14                     | 36                     | 50                     | -14                    | 24                     | 14                     |
| 1970/71                                    | Чемпіонат Середньо-Моравського округу             | 5                      | 26                     | 13                     | 6                      | 7                      | 42                     | 21                     | +21                    | 32                     | 3                      |
| 1971/72                                    | Чемпіонат Середньо-Моравського округу             | 5                      | 26                     | 14                     | 7                      | 5                      | 58                     | 21                     | +37                    | 35                     | 2                      |
| 1972/73                                    | Південно-Моравська регіональна ліга               | 5                      | 30                     | ...                    | ...                    | ...                    | ...                    | ...                    | ...                    | ...                    | 8                      |
| 1973/74                                    | Південно-Моравська регіональна ліга               | 5                      | 30                     | 10                     | 10                     | 10                     | 34                     | 29                     | +5                     | 30                     | 7                      |
| 1974/75                                    | Південно-Моравська регіональна ліга               | 5                      | 30                     | 13                     | 4                      | 13                     | 35                     | 38                     | -3                     | 30                     | 10                     |
| 1975/76                                    | Південно-Моравська регіональна ліга               | 5                      | 30                     | 7                      | 13                     | 10                     | 37                     | 41                     | -4                     | 27                     | 14                     |
| 1976/77                                    | I А Південно-Моравського регіональна ліга - гр. C | 6                      | ...                    | ...                    | ...                    | ...                    | ...                    | ...                    | ...                    | ...                    | 1                      |
| 1977/78                                    | Південно-Моравська регіональна ліга               | 4                      | 30                     | 11                     | 7                      | 12                     | 45                     | 47                     | -2                     | 29                     | 11                     |
| 1978/79                                    | Південно-Моравська регіональна ліга               | 4                      | 30                     | 13                     | 7                      | 10                     | 58                     | 42                     | +16                    | 33                     | 5                      |
| 1979/80                                    | Південно-Моравська регіональна ліга               | 4                      | 30                     | 11                     | 5                      | 14                     | 45                     | 49                     | -4                     | 27                     | 14                     |
| 1980/81                                    | I А Південно-Моравського регіональна ліга - гр. B | 5                      | ...                    | ...                    | ...                    | ...                    | ...                    | ...                    | ...                    | ...                    |                        |
| 1981/82                                    | I А Південно-Моравського регіональна ліга - гр. B | 6                      | ...                    | ...                    | ...                    | ...                    | ...                    | ...                    | ...                    | ...                    | 1                      |
| 1982/83                                    | Південно-Моравська регіональна ліга               | 5                      | ...                    | ...                    | ...                    | ...                    | ...                    | ...                    | ...                    | ...                    |                        |
| 1983/84                                    | Південно-Моравська регіональна ліга - гр. B       | 5                      | 24                     | 11                     | 3                      | 10                     | 37                     | 33                     | +4                     | 25                     | 4                      |
| 1984/85                                    | Південно-Моравська регіональна ліга - гр. B       | 5                      | 26                     | ...                    | ...                    | ...                    | ...                    | ...                    | ...                    | ...                    |                        |
| 1985/86                                    | Південно-Моравська регіональна ліга - гр. B       | 5                      | 26                     | ...                    | ...                    | ...                    | ...                    | ...                    | ...                    | ...                    |                        |
| 1986/87                                    | Південно-Моравська регіональна ліга               | 5                      | 26                     | 9                      | 7                      | 10                     | 38                     | 38                     | 0                      | 25                     | 7                      |
| 1987/88                                    | Південно-Моравська регіональна ліга               | 5                      | 26                     | 7                      | 6                      | 13                     | 36                     | 48                     | -12                    | 20                     | 12                     |
| 1988/89                                    | Південно-Моравська регіональна ліга               | 5                      | 26                     | 11                     | 4                      | 11                     | 41                     | 44                     | -3                     | 26                     | 4                      |
| 1989/90                                    | Південно-Моравська регіональна ліга               | 5                      | 26                     | 9                      | 9                      | 8                      | 37                     | 34                     | +3                     | 27                     | 5                      |
| 1990/91                                    | Південно-Моравська регіональна ліга               | 5                      | 30                     | 11                     | 6                      | 13                     | 40                     | 43                     | -3                     | 28                     | 12                     |
| 1991/92                                    | Дивізія D                                         | 4                      | 30                     | 13                     | 6                      | 11                     | 53                     | 45                     | +8                     | 32                     | 7                      |
| 1992/93                                    | Дивізія D                                         | 4                      | 30                     | 5                      | 6                      | 19                     | 30                     | 57                     | -27                    | 16                     | 15.                    |
| Чехія (1993 – )                            |                                                   |                        |                        |                        |                        |                        |                        |                        |                        |                        |                        |
| Сезон                                      | Ліга                                              | Рівень                 | З                      | В                      | Н                      | П                      | ЗМ                     | ПМ                     | +/-                    | О                      | Місце                  |
| 1993/94                                    | Дивізія D                                         | 4                      | 30                     | 12                     | 5                      | 13                     | 44                     | 45                     | -1                     | 29                     | 7                      |
| 1994/95                                    | Дивізія D                                         | 4                      | 30                     | 10                     | 7                      | 13                     | 45                     | 53                     | -8                     | 37                     | 13                     |
| 1995/96                                    | Дивізія D                                         | 4                      | 30                     | 15                     | 6                      | 9                      | 56                     | 37                     | +19                    | 51                     | 3                      |
| 1996/97                                    | Дивізія D                                         | 4                      | 30                     | 9                      | 7                      | 14                     | 48                     | 53                     | -5                     | 34                     | 12                     |
| 1997/98                                    | Дивізія D                                         | 4                      | 30                     | 12                     | 10                     | 8                      | 49                     | 27                     | +22                    | 46                     | 6                      |
| 1998/99                                    | Дивізія D                                         | 4                      | 30                     | 10                     | 8                      | 12                     | 48                     | 37                     | +11                    | 38                     | 11                     |
| 1999/00                                    | Дивізія D                                         | 4                      | 30                     | 11                     | 10                     | 9                      | 34                     | 25                     | +9                     | 43                     | 7                      |
| 2000/01                                    | Дивізія D                                         | 4                      | 30                     | 14                     | 5                      | 11                     | 56                     | 38                     | +18                    | 47                     | 5                      |
| 2001/02                                    | Дивізія D                                         | 4                      | 30                     | 18                     | 5                      | 7                      | 58                     | 26                     | +32                    | 59                     | 2                      |
| 2002/03                                    | Моравсько-Сілезька регіональна ліга               | 3                      | 30                     | 8                      | 9                      | 13                     | 27                     | 46                     | -19                    | 33                     | 13                     |
| 2003/04                                    | Моравсько-Сілезька регіональна ліга               | 3                      | 30                     | 8                      | 9                      | 13                     | 30                     | 35                     | -5                     | 33                     | 13                     |
| 2004/05                                    | Моравсько-Сілезька регіональна ліга               | 3                      | 30                     | 16                     | 5                      | 9                      | 49                     | 37                     | +12                    | 53                     | 4                      |
| 2005/06                                    | Моравсько-Сілезька регіональна ліга               | 3                      | 30                     | 11                     | 9                      | 10                     | 35                     | 33                     | +2                     | 42                     | 8                      |
| 2006/07                                    | Моравсько-Сілезька регіональна ліга               | 3                      | 30                     | 13                     | 8                      | 9                      | 38                     | 27                     | +11                    | 47                     | 6                      |
| 2007/08                                    | Моравсько-Сілезька регіональна ліга               | 3                      | 30                     | 6                      | 9                      | 15                     | 31                     | 49                     | -18                    | 27                     | 14                     |
| 2008/09                                    | Моравсько-Сілезька регіональна ліга               | 3                      | 30                     | 8                      | 9                      | 13                     | 38                     | 48                     | -10                    | 33                     | 14                     |
| 2009/10                                    | Дивізія E                                         | 4                      | 30                     | 18                     | 7                      | 5                      | 81                     | 33                     | +48                    | 61                     | 1                      |
| 2010/11                                    | Моравсько-Сілезька регіональна ліга               | 3                      | 28                     | 10                     | 7                      | 11                     | 37                     | 41                     | -4                     | 37                     | 7                      |
| 2011/12                                    | Моравсько-Сілезька регіональна ліга               | 3                      | 30                     | 11                     | 4                      | 15                     | 50                     | 48                     | +2                     | 37                     | 10                     |
| 2012/13                                    | Моравсько-Сілезька регіональна ліга               | 3                      | 30                     | 10                     | 8                      | 12                     | 38                     | 50                     | -12                    | 38                     | 11                     |
| 2013/14                                    | Моравсько-Сілезька регіональна ліга               | 3                      | 30                     | 8                      | 10                     | 12                     | 39                     | 49                     | -10                    | 34                     | 13                     |
| 2014/15                                    | Моравсько-Сілезька регіональна ліга               | 3                      | 30                     | 11                     | 9                      | 10                     | 36                     | 35                     | +1                     | 42                     | 9                      |
| 2015/16                                    | Моравсько-Сілезька регіональна ліга               | 3                      | 30                     | 11                     | 9                      | 10                     | 41                     | 47                     | -6                     | 42                     | 10                     |
| 2016/17                                    | Моравсько-Сілезька регіональна ліга               | 3                      |                        |                        |                        |                        |                        |                        |                        |                        |                        |

Примітки:
- 1950: По завершенні сезону лігу було розформовано (1951 і 1952 роки не проводилися), в 1953 році була відновлено
- 1951: Відсутній результат одного матчу.
- 1964/65: По завершенні сезону ліга була розформована, а команда потрапила до нижчого дивізіону.
- 1968/69: По завершенні сезону потрапив до нижчого дивізіону.
- 1971/72: По завершенні сезону потрапив до нижчого дивізіону (повернення до ліги, залишив окружний).
- 1976/77: По завершенні сезону потрапив до нижчого дивізіону.
- 1980/81: По завершенні сезону потрапив до нижчого дивізіону.
- 1982/83: По завершенні сезону потрапив до регіонального чемпіонату.
- 1990/91: В результаті реорганізації змагань вийшов до Південно-Моравської ліги разом з 10-ма командами.
- 2001/02: Поступилися чемпіонством СК «Зноймо».